# Промышленность Индонезии
Промышленность Индонезии  составляет в структуре ВВП страны 47 % (на 2010 год), более двух третей этого объёма приходится на обрабатывающие отрасли. 
При этом число занятых в промышленности относительно невелико — менее 13 % трудоспособного населения.

## История
Промышленное развитие Индонезии началось в XVII—XVIII веках, когда нидерландскими колонизаторами здесь было положено начало горнодобыче и переработке сельскохозяйственной продукции. 
Однако целенаправленная программа индустриализации была развёрнута только после обретения страной независимости, в период президентства Сухарто. Позднее правительством Сухарто в 1980-е — 1990-е годы была осуществлена качественная модернизация промышленного сектора, в результате которой удалось существенно обновить производственную базу существующих отраслей и развить ряд новых, в том числе автомобиле- и авиастроение, выпуск электронной техники.
В результате кризиса 1997—98 годов промышленные отрасли оказались в числе наиболее пострадавших, процесс их посткризисного восстановления оказался особенно длительным. К середине 2000-х годов в этом секторе удалось добиться позитивной динамики, однако темпы роста остаются здесь заметно ниже, чем по экономике в целом, — около 4,3 % на 2010 год.

## Добывающая промышленность
Индонезия располагает богатыми месторождениями различных ископаемых: высококачественной нефтью, оловом, бокситами, никелем, марганцем, свинцом, медью, цинком, хромом.
В добывающей промышленности  действуют в основном крупные национальные компании, значительная часть из которых принадлежит государству, а также американские, австралийские и японские сырьевые корпорации. Крупнейшей из национальных компаний является государственная группа Pertamina, контролирующая добычу и переработку нефти. 

### Добыча нефти и газа
Государственная (и крупнейшая из национальных компаний) группа Pertamina, контролирует добычу и переработку нефти. Компании принадлежит шесть нефтеперерабатывающих заводов в городах Балонган (Западная Ява), Чилачап (Центральная Ява), Баликпапан (Восточный Калимантан), Думай (Риау), Плаю (Южная Суматра) и Касим (Западное Папуа).
Запланировано строительство ещё двух современных нефтеперерабатывающих заводов — в Балонгане (совместно с Kuwait Petroleum) и в Тубане, Восточная Ява (совместно с Saudi Aramco).
В Бонтанге (Восточный Калимантан) действует крупный завод сжиженного природного газа (совместное предприятие компаний Pertamina и Total). На рынке транспортировки и дистрибуции природного газа лидирует компания Perusahaan Gas Negara (PGN или Persero).
Также в этом секторе работают компании
Chevron Pacific Indonesia (нефть и газ),
Total (нефть и газ),
Santos (нефть и газ),
Sugih Energy (нефть и газ),
Energi Mega Persada (нефть и газ),
ATPK Resources (разведка нефти и газа, уголь),
Ancora Indonesia Resources / Bormindo Nusantara (бурение нефтегазовых скважин),
Elnusa (разведка и бурение нефтегазовых скважин),
Medco Energi Internasional (разведка и бурение нефтегазовых скважин),
Apexindo Pratama Duta (бурение нефтегазовых скважин).
Добыча нефти (на 2009 год) составляла более 1,02 млн баррелей в день (37 место в мире), природного газа — 85,7 млрд кубометров за год (8 место в мире).
Часть сырой нефти экспортируется для переработки на заводах соседнего Сингапура.

### Горнодобывающая
Промышленное значение имеет добыча железной руды, олова, бокситов, никеля, марганца, меди и угля; залежи олова найдены на островах Банка, Белитунг, Синкеп и юго-западных областях Калимантана, месторождения никеля обнаружены на островах Сулавеси, Хальмахера (промзона Веда-Бэй), Молуккских островах и Ириан-Джае (в мировом производстве никеля Индонезия занимает первое место (страна имеет 22 % мировых запасов никеля и в год производит до 30 % этого металла в мире).
В секторе добычи природных ресурсов работают компании
Freeport Indonesia (золото и медь, в том числе карьер Грасберг),
Vale Indonesia (никель),
Aneka Tambang (никель, золото, серебро, уголь и бокситы),
Timah (олово),
Bumi Resources (уголь и метан),
Adaro Energy (уголь),
Indika Energy / Kideco (уголь),
Indo Tambangraya Megah (уголь),
Berau Coal Energy (уголь), Bayan Resources (уголь),
Tambang Batubara Bukit Asam (уголь и метан),
Harum Energy (уголь),
Atlas Resources (уголь),
Toba Bara Sejahtra (уголь),
Borneo Lumbung Energi & Metal (уголь), AKR Corporindo (уголь),
MNC Energi (уголь),
ABM Investama (уголь), Baramulti Suksessarana (уголь),
Astra International (уголь),
Exploitasi Energi Indonesia (уголь), Bosowa Corporation (уголь, никель, известняк и мрамор),
Dayaindo Resources International (уголь и никель),
Delta Dunia Makmur (уголь),
Garda Tujuh Buana (уголь),
Dian Swastatika Sentosa (уголь), Mitrabara Adiperdana (уголь), Perdana Karya Perkasa (уголь),
Bumi Resources Minerals (медь, золото, железная руда, цинк и свинец),
Citatah Industri Marmer (мрамор),

## Обрабатывающая промышленность
В обрабатывающей сфере на 2009 год было зарегистрировано более 25 тысяч предприятий, имеющих статус крупных либо средних и более 3,2 миллионов малых предприятий и надомных производителей. 
Наиболее значимыми отраслями являются:
- пищевая промышленность (около 19 % всего несырьевого производства, почти 6000 крупных и средних мероприятий),
- химическая промышленность (16 %, около 900 предприятий),
- текстильная промышленность (7 %, около 2000 предприятий),
- табачная промышленность (7 %, более 1600 предприятий),
- производство машин и оборудования (7 %, около 600 предприятий),
- автомобильная промышленность (6 %, более 270 предприятий),
- целлюлозно-бумажная промышленность (6 %, более 530 предприятий),
- производство готовой одежды (4 %, более 2000 предприятий).

Большая часть малых предприятий и надомных производителей действуют в различных отраслях лёгкой и пищевой промышленности, включая традиционные ремёсла: производство батика, керамики, плетение циновок, изготовление резных изделий из дерева и кости, прочей востребованной сувенирной продукции.
Производство батика (индонезийский вариант печатного текстиля) ведется в центральных областях Явы. Хотя большая часть батика выпускается в домашних условиях, действует множество предприятий промышленного производства ткани.

### Металлургия и металлообработка
В металлургическом и металлообрабатывающем секторе работают компании 
Aneka Tambang (заводы ферроникеля в Юго-Восточном Сулавеси, завод бокситов в Западном Калимантане), Timah (оловянный завод в Панкалпинанге), 
Krakatau Steel (стальной завод в Чилегоне), 
POSCO Krakatau (стальной завод в Чилегоне),  Betonjaya Manunggal (стальной завод в Гресике), Jaya Pari Steel (стальной завод в Сурабае), 
Pelat Timah Nusantara (завод жести), 
Steel Pipe Industry of Indonesia или Spindo (трубные заводы в Сурабае), Citra Tubindo (трубные заводы), 
Bakrie Metal Industries (заводы труб и строительных металлоконструкций). 
Также, Kedaung Indah Can (завод металлической посуды и консервных банок в Сурабае), Langgeng Makmur Industri (завод металлической посуды в Сидоарджо).

### Машиностроение
В автомобильной промышленности Индонезии работают международные корпорации 
Toyota Astra Motor (завод в Караванге, Западная Ява), 
Astra Daihatsu Motor (завод в Караванге), 
Honda Prospect Motor (завод в Караванге), 
Nissan Motor Indonesia (завод в Пурвакарте, Западная Ява), 
Mitsubishi Motors Krama Yudha Indonesia (завод в Бекаси, Западная Ява), 
General Motors (завод в Бекаси), 
Hyundai Motor (завод в Чикаранге, Западная Ява), 
Suzuki Indomobil Motor (заводы в Чикаранге и Тамбуне, Западная Ява), Volkswagen (завод в Чикампеке, Западная Ява)
А также производители автокомплектующих: 
Astra Otoparts, Indomobil Sukses Internasional, 
Selamat Sempurna, 
Multi Prima Sejahtera (завод в Богоре), Nipress (завод в Богоре), 
Prima Alloy Steel Universal (завод в Сидоарджо), 
Denso и Showa Corporation. 
На рынке мотоциклов и мопедов лидируют компании Astra Honda Motor (заводы в Джакарте, Чикаранге и Караванге), Yamaha (завод в Восточной Джакарте), Bajaj Auto и TVS Motor.
В сфере тяжёлой техники и промышленного оборудования (горнопромышленная, строительная, сельскохозяйственная техника, погрузочно-разгрузочное оборудование) работает компания Intraco Penta.

## Химическая
В химической промышленности выделяются Pupuk Kaltim (завод удобрений в Бонтанге), Indopoly Swakarsa Industry (заводы упаковочной плёнки), Colorpak Indonesia (заводы красок в Тангеранге и Сидоарджо), AKR Corporindo (завод клейких материалов Arjuna Utama Kimia в Сурабае), Ancora Indonesia Resources (завод взрывчатых веществ Multi Nitrotama Kimia в Чикампеке, Западная Ява), BISI International (завод пестицидов Multi Sarana Indotani в Кедири), Alkindo Naratama (завод Alfa Polimer Indonesia), Ekadharma International (завод клейкой ленты), Eterindo Wahanatama (завод биодизеля и химических изделий), Langgeng Makmur Industri (завод пластиковых труб и контейнеров в Сидоарджо).
В секторе косметики, парфюмерии и средств ухода за волосами работают компании Unilever Indonesia, Akasha Wira International (завод в Восточной Джакарте), Mandom Indonesia (заводы в Джакарте и Чибитунге, Западная Ява) и Kao Indonesia (завод в Бекаси), в фармацевтическом секторе — компании Kalbe Farma, Indofarma (завод в Бекаси), Kimia Farma, Darya-Varia Laboratoria.
На рынке автомобильных и мотоциклетных шин, а также других резинотехнических изделий лидируют Gajah Tunggal, Multistrada Arah Sarana, американская Goodyear Indonesia (завод в Богоре) и южнокорейская Hankook Tire (завод в Чикаранге, Западная Ява), в секторе производства корда лидирует компания Indo Kordsa (завод в Читурупе, Западная Ява).
В целлюлозно-бумажной и упаковочной промышленности работают компании Asia Pulp & Paper, Fajar Surya Wisesa, Alkindo Naratama (заводы в Бандунге), Dwi Aneka Jaya Kemasindo (завод в Чикаранге), Kertas Basuki Rachmat Indonesia.

## Электротехника и электроника
На рынке электроники и электротехники важное место занимают международные корпорации 
- Toshiba (завод стиральных машин в Восточной Джакарте),
- Sharp (завод холодильников и стиральных машин в Караванге, Западная Ява),
- Foxconn (завод телефонов в Бантене), Sony, Panasonic (завод в Чибитунге, Западная Ява),
- LG Electronics (завод в Чибитунге),
- Samsung (завод в Бекаси), Omron (завод в Бекаси),
- Haier (завод в Бекаси),
- Matsumoto Electronic (завод в Бекаси).

А также местные производители: 
Sat Nusapersada (завод в Батаме), 
Maspion Group, Polytron (Hartono Istana Technology), Denpoo Mandiri, 
Sanken (Istana Argo Kencana), 
Star Cosmos и Quantum (Aditec Cakrawiyasa).
Jembo Cable Company (заводы электрических и телекоммуникационных кабелей в Тангеранге), 
Sumi Indo Kabel (заводы электрических и телекоммуникационных кабелей в Тангеранге), 
KMI Wire and Cable (заводы электрических и телекоммуникационных кабелей), 

## Строительство и стройматериалы
На рынке стройматериалов доминируют компании Semen Indonesia, базирующаяся в городе Гресик, Восточная Ява (продажи — 2,3 млрд долл., 7 тыс. сотрудников, цементные заводы в Гресике, Паданге, Банджармасине, Тонасе, Южный Сулавеси и Рембанге, Центральная Ява), Indocement Tunggal Prakarsa (цементные заводы в Читурупе, Западная Ява), Holcim Indonesia (цементные заводы в Нарогонге, Западная Ява, Чиличапе, Центральная Ява и Тубане, Восточная Ява), Semen Baturaja (цементные заводы в Батурадже и Палембанге, Южная Суматра), 
Bosowa Corporation (цементные заводы в Маросе на Сулавесе и Батаме), Wijaya Karya Beton (бетонные заводы в Бекаси). 
В производстве керамики лидирует компания Arwana Citramulia (заводы в Тангеранге, Серанге, Гресике, Моджокерто и Индралайе).

## Мебельная промышленность
В мебельной промышленности работают компании 
Chitose Internasional (заводы в Чимахи) и Gema Grahasarana.

## Лёгкая промышленность
Главная отрасль национальной экономики — лёгкая промышленность — работает на импортируемом сырье. 
Заводы по производству пряжи находятся в собственности иностранных компаний или государства, а компании, продающие готовые ткани, сосредоточенны в Бандунге и принадлежат частному капиталу.
В секторе производства текстиля, тканей и готовой одежды работают компании 
Centex, 
Sri Rejeki Isman или Sritex (заводы в Сукохарджо и Семаранге), 
Eratex Djaja (завод в Проболинго), 
Ever Shine Textile Industry.

### Пищевая
В пищевом секторе работают компании
Indofood CBP (лапша, хлебобулочные и молочные изделия, мороженое, соусы, детское питание), Indofood Bogasari (мука и макароны, заводы в Джакарте и Сурабае), Nippon Indosari Corpindo (хлебобулочные изделия, заводы в Чикаранге, Чибитунге и Пурвакарте, Западная Ява, Пасуруане, Восточная Ява, Семаранге, Центральная Ява, Чиканде, Бантен, Медане, Палембанге и Макасаре), Unilever Indonesia (маргарин, молочные продукты, мороженое и чай), Salim Ivomas Pratama (маргарин и сахар), Sinar Mas Agro Resources and Technology или SMART (маргарин),
Tiga Pilar Sejahtera Food (лапша, кондитерские и хлебобулочные изделия),
Kraft Foods Indonesia (завод в Бекаси),
Mayora Indah (кондитерские и хлебобулочные изделия, кофе),
Cahaya Kalbar (кондитерские и хлебобулочные изделия),
FKS Multi Agro (рыбные продукты и рыбий жир).
В производстве питьевой воды, соков, прохладительных, алкогольных, молочных и лечебных напитков работают компании
Multi Bintang Indonesia (заводы в Сурабае, Тангеранге и Сампанг-Агунге),
Tri Banyan Tirta (завод в Сукабуми),
Akasha Wira International (завод в Чибинонге, Западная Ява),
Delta Djakarta (завод в Бекаси),
Ultrajaya Milk Industry (завод в Бандунге) и
Kalbe Farma.
В табачной промышленности лидируют компании
Gudang Garam (базируется в Кедири; 43 тыс. сотрудников; продажи — 5,3 млрд долл.),
HM Sampoerna (базируется в Сурабае),
Djarum (базируется в Кудусе (Центральная Ява),
Bentoel International Investama (базируется в Джакарте) и
Wismilak Inti Makmur (базируется в Сурабае).